# Radvila Astikas
Radvila Astikas, noble lituanien, maréchal de Lituanie (1420-1429) et (1440-1452), grand maréchal de Lituanie (1433-1434, 1463-1474) voïvode de Trakai (1466-1477), castellan de Vilnius (1475-1477).

## Crédits
- (en) Cet article est partiellement ou en totalité issu de l’article de Wikipédia en anglais intitulé « Radvila Astikas » (voir la liste des auteurs).